# Naturalne procesy formowania
Naturalne procesy formowania – określenie na wszelkie zdarzenia naturalne powodujące zagrzebanie i, co za tym idzie, zachowanie świadectwa archeologicznego.
Artefakty oraz inne obiekty ulegają stopniowemu zagrzebywaniu na skutek działalności sił przyrody np. wiatru nanoszącego piasek, rzeki przenoszącej narzędzia. Wszelka aktywność zwierząt na stanowisku taka jak zagrzebywanie czy żucie kości, kopanie nor także jest zaliczana do naturalnych procesów formowania.